# Moriarty (Nouveau-Mexique)
Pour les articles homonymes, voir Moriarty.
Moriarty est une ville du comté de Torrance dans l'État du Nouveau-Mexique aux États-Unis.
Moriary fait partie de l'aire métropolitaine d'Albuquerque. La population était de 1 910 habitants en 2010.

## Origine du nom
Le nom de la ville provient d'un de ses premiers habitants, Michael Timothy Moriarty, arrivé en 1887 avec sa femme et ses trois enfants. Un bureau de poste a été établi en 1903, et Michael Moriarty en a été le premier facteur, l'année de l'arrivée du chemin de fer.